# Vendone
Vendone és un comune (municipi) de la província de Savona, a la regió italiana de la Ligúria, situat uns 80 km al sud-oest de Gènova i uns 40 km al sud-oest de Savona.
Vendone limita amb els següents municipis: Arnasco, Castelbianco, Onzo i Ortovero.